# Kosztorysant
Kosztorysant – osoba sporządzająca kosztorys w procesie kosztorysowania. Osoba ta może wykonywać zawód kosztorysanta lub wykonywać kosztorys okazjonalnie z potrzeby chwili.

## Kosztorysanci

### Zawód kosztorysanta
Klasyfikacja Zawodów i Specjalności zawód kosztorysant budowlany (wprowadzony po raz pierwszy załączniku do rozporządzenia Ministra Pracy i Polityki Społecznej z dnia 10 grudnia 2002 r. poz. 1868 - Dz.U. Nr 222) ujmuje pod symbolem 311201 według następującej hierarchizacji:
- 3 – technicy i inny średni personel
- 31 – średni personel techniczny
- 3112 – technicy budownictwa, ochrony środowiska i pokrewni
- 311201 – kosztorysant budowlany

W ISCED (Międzynarodowej Klasyfikacji Standardów Edukacyjnych, przyjętej na 29 sesji UNESCO w 1987 r.) został ujęty w trzecim poziomie kwalifikacji odniesionym do czwartego poziomu wykształcenia uzyskiwanego w szkole policealnej oraz odniesionym do trzeciego poziomu wykształcenia uzyskiwanego w technikum.

### Kosztorysanci budowlani
W budownictwie kosztorysantem jest najczęściej inżynier budownictwa w odpowiedniej specjalności, a czasem także architekt. Zagadnienia związane z kosztorysowaniem włączone są w program większości kierunków studiów budowlanych i architektonicznych oraz pokrewnych w ramach przedmiotów dotyczących organizacji w budownictwie. Obecne prawo nie wymaga specjalnych uprawnień do pełnienia funkcji kosztorysanta, w związku z czym teoretycznie kosztorys może sporządzić każdy, z uwzględnieniem wymogów wynikających z przepisów szczególnych takich jak np. wymogi UE dla inwestycji finansowanych ze środków unijnych i innych.

### Rzeczoznawcy majątkowi
Kosztorysantem może być rzeczoznawca majątkowy w ramach prowadzonej wyceny nieruchomości. W tym przypadku kosztorysowanie jest tylko jednym z etapów tworzenia większego dokumentu, jakim jest operat szacunkowy. Rzeczoznawca majątkowy nie wykonuje więc – na ogół – zawodu kosztorysanta, lecz w określonych podejściach szacowania nieruchomości wykonuje tę funkcję jako wynikającą z metody i techniki tworzenia innego niż kosztorys dokumentu.

### Rzeczoznawcy kosztorysowi
Stowarzyszenie Kosztorysantów Budowlanych nadaje tytuł rzeczoznawcy kosztorysowego. Stowarzyszenie to opracowało także Kodeks rzeczoznawcy obowiązujący osoby posiadające ten tytuł.

## Organizacje
Kosztorysanci, jak niemal każda grupa zawodowa, integruje się w ramach struktur organizacji i stowarzyszeń zawodowych:
- Stowarzyszenie Kosztorysantów Budowlanych (SKB)